# Кожухова, Валентина Васильевна
Валентина Васильевна Кожухова (род. 9 января 1950 года в Ставропольском крае, РСФСР, СССР) — российский политический деятель, депутат Государственной Думы ФС РФ первого созыва (1993—1995), председатель Правления Ставропольского краевого фонда обязательного медицинского страхования, первый заместитель председателя комитета Ставропольского края по лицензированию отдельных видов деятельности.

## Биография
Получила высшее образование по специальности «врач-лечебник» в Ставропольском медицинском институте. Была депутатом Ставропольского краевого Совета народных депутатов, председателем комиссии Совета по здравоохранению, делам женщин, охране семьи, материнства, отцовства и детства. Работала в Ставропольском краевом фонде обязательного медицинского страхования в должности председателя правления. С 1993 года — член президиума Ставропольского краевого совета политического движения «Женщины России».
В 1993 году избрана депутатом Государственной думы Федерального Собрания Российской Федерации первого созыва. В Государственной думе была заместителем председателя Комитета по охране здоровья, входила в состав фракции «Женщины России».
В 2011 году работала в Ставропольском краевом фонде обязательного медицинского страхования председателем правления. В 2014 году — первый заместитель председателя комитета Ставропольского края по лицензированию отдельных видов деятельности.

## Законотворческая деятельность
За время исполнения полномочий депутата Государственной думы первого созыва выступила соавтором закона «О выплате пенсии за выслугу лет работникам здравоохранения, занятым лечебной и иной работой по охране здоровья населения в сельской местности».